# Bryum perlimbatum
Bryum perlimbatum là một loài Rêu trong họ Bryaceae. Loài này được Cardot mô tả khoa học đầu tiên năm 1905.